# Resolutie 2294 Veiligheidsraad Verenigde Naties
Resolutie 2294 van de Veiligheidsraad van de Verenigde Naties werd unaniem door de VN-Veiligheidsraad aangenomen op 29 juni 2016. De resolutie verlengde de waarnemingsmissie op de grens van Syrië met Israël opnieuw met een half jaar.
De Nieuw-Zeelandse vertegenwoordiger zei achteraf dat verschillende landen die lang hadden meegewerkt aan de UNDOF-waarnemingsmacht hadden afgehaakt vanwege de verslechterende situatie, die maakte dat de waarnemers te veel risico liepen. De scheidingszone was een oorlogsgebied, en terugkeren kon enkel als het veilig genoeg werd.

## Achtergrond
Na de Jom Kipoeroorlog kwamen Syrië en Israël overeen de wapens neer te leggen. Een waarnemingsmacht van de Verenigde Naties moest op de uitvoer van de twee gesloten akkoorden toezien. Ook toen in 2011 de Syrische Burgeroorlog uitbrak bleef de missie doorlopen.

## Inhoud
Syrië en Israël moesten zich houden aan de wapenstilstand die in 1974 was overeengekomen. Er mochten zich geen militairen ander dan die van de VN-waarnemingsoperatie UNDOF in de scheidingszone tussen beide landen bevinden. In deze zone werd evenwel gevochten tussen het Syrische leger en gewapende groeperingen in het kader van de Syrische Burgeroorlog. Het leger zette daarbij ook tanks en andere zware wapens in.
De waarnemers van de missie liepen ook gevaar door aanslagen door Islamitische Staat en al-Nusra, twee extremistische groeperingen die ook partijen waren in de oorlog. Door al dat gevaar was UNDOF al enige tijd wat teruggetrokken, maar de waarnemingsmacht bleef haar mandaat uitvoeren. Dat mandaat werd opnieuw met een half jaar verlengd, tot 31 december 2016.
De partijen werden opnieuw opgeroepen resolutie 338 uit 1973 uit te voeren. Ze werden ook herinnerd aan het akkoord uit 1974. Er werd aan hen gevraagd het staakt-het-vuren en de scheidingszone te respecteren, bezette UNDOF-stellingen en de grensovergang bij Quneitra te verlaten en gestolen VN-materieel terug te geven.
Lijst ·  2260 ·  2261 ·  2262 ·  2263 ·  2264 ·  2265 ·  2266 ·  2267 ·  2268 ·  2269 ·  2270 ·  2271 ·  2272 ·  2273 ·  2274 ·  2275 ·  2276 ·  2277 ·  2278 ·  2279 ·  2280 ·  2281 ·  2282 ·  2283 ·  2284 ·  2285 ·  2286 ·  2287 ·  2288 ·  2289 ·  2290 ·  2291 ·  2292 ·  2293 ·  2294 ·  2295 ·  2296 ·  2297 ·  2298 ·  2299 ·  2300 ·  2301 ·  2302 ·  2303 ·  2304 ·  2305 ·  2306 ·  2307 ·  2308 ·  2309 ·  2310 ·  2311 ·  2312 ·  2313 ·  2314 ·  2315 ·  2316 ·  2317 ·  2318 ·  2319 ·  2320 ·  2321 ·  2322 ·  2323 ·  2324 ·  2325 ·  2326 ·  2327 ·  2328 ·  2329 ·  2330 ·  2331 ·  2332 ·  2333 ·  2334 ·  2335 ·  2336